# Adriano V
Adriano V (en latín Hadrianus PP V), de nombre secular Ottobuono de Fieschi (Génova, República de Génova, c. 1210/1220-Viterbo, Estados Pontificios, 18 de agosto de 1276), fue el papa 186.º de la Iglesia católica desde el 11 de julio de 1276 hasta su muerte, poco más de un mes después de su elección.

## Vida diplomática y religiosa
Ottobuono pertenecía a una familia feudal de Liguria, los Fieschi, condes de Lavagna. Su primer cargo administrativo llegó en 1243, cuando fue creado capellán papal. Posteriormente, recibió varios beneficios eclesiásticos, convirtiéndose en archidiácono en Bolonia en 1244 y en Parma en 1244 o 1248 hasta 1255; canónigo y canciller del capítulo de la catedral en Reims entre 1243 y 1250; canónigo y decano del capítulo en Piacenza cerca de 1247 y canónigo del capítulo de la catedral en París entre 1244 o 1245 hasta 1270. En diciembre de 1251, fue creado cardenal diácono de San Adriano por su tío, el papa Inocencio IV. También fue arcipreste de la Basílica de Santa María la Mayor, lo que se atestigua desde 1262.

### Legado papal en Inglaterra
Fue enviado al Reino de Inglaterra en 1265 por el papa Clemente IV para mediar entre el rey Enrique III de Inglaterra y sus barones, y para predicar las cruzadas. Permaneció allí durante varios años como legado papal, sirviendo desde octubre de 1265 hasta julio de 1268. Su posición diplomática era tal que su nombre todavía está en la pieza más antigua de la ley estatal inglesa, el Estatuto de Marlborough de 1267, donde el título formal menciona como testigo el señor Ottobon, en ese momento legado en Inglaterra. Junto a él, lo acompañaba un joven diplomático de nombre Benedetto Gaetani. En abril de 1268 emitió un conjunto de cánones, que formó la base de la ley eclesiástica en Inglaterra hasta la Reforma anglicana del siglo XVI.
Fieschi se relacionó distantemente, por afinidad, con Enrique III; su hermana se había casado con Tomás II, Conde de Piamonte, primo de la esposa de Enrique, Leonor de Provenza.
Seguramente allí conoció al teórico de la música inglés Amerus, quien trabajaría para él. Probablemente, para él realizó la obra musical Practica artis musicae, la única de su autoría que se conoce en la actualidad.

## Papado

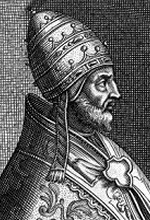
Papa Adriano V

Bajo la influencia del rey Carlos de Anjou, fue elegido papa para suceder a Inocencio V en el cónclave de julio de 1276, siendo elegido el día 11 de julio; eligiendo el nombre de Adriano. La única disposición importante de su gobierno fue anular la Ubi periculum, las regulaciones del cónclave dispuestas por Gregorio X; lo que dificultaría las futuras elecciones del papa hasta 1294.
Adriano V murió en Viterbo el 18 de agosto de 1276 de una enfermedad desconocida, sin haber siquiera ordenado como sacerdote. Está enterrado allí en la Basílica de San Francesco alla Rocca. Su monumento funerario se le atribuye a Arnolfo di Cambio.
A razón de su breve período, Pablo VI lo eliminó de la lista de papas oficial en 1975.